# 재키의 링
《재키의 링》(영어: Bruised)은 2020년 제작된 스포츠 드라마 영화이다. 배우 할리 베리의 감독 데뷔작이며, 그가 주연 역시 맡았다.
이 영화는 2020년 9월 12일 토론토 국제 영화제에서 세계 최초로 공개되었고, 이후 2021년 11월 일부 극장과 넷플릭스에서 개봉되었다. 이 영화는 비평가들로부터 엇갈린 평가를 받았는데, 베리의 연출과 연기는 칭찬했지만, 각본과 영화의 일관성 없는 톤은 비판했다. 개봉 후, 넷플릭스에서 시청률이 높아 베리는 여러 편의 영화 계약을 맺었다.

## 줄거리
한때 잘나가던 UFC 파이터였던 재키는 큰 경기에서 패배한 후, 매니저이자 남자친구인 데시와 함께 빈민가에서 살며 청소부로 생계를 유지한다. 술에 의존하며 무기력한 나날을 보내던 재키는 데시의 강요에도 격투를 다시 시작하려 하지 않는다. 그러던 중, 데시는 새로운 파이터를 찾기 위해 재키를 불법 격투 경기에 데려가고, 재키는 시비가 붙은 상대에게 폭발적인 힘을 보여준다. 그 모습을 눈여겨본 여성 MMA 리그 프로모터 이매큘레이트는 재키를 영입하여 훈련을 돕는다.
그러던 어느 날, 재키는 오랫동안 보지 못했던 어머니로부터 자신의 6살 아들 매니가 함께 살게 되었다는 소식을 듣는다. 매니는 아버지의 죽음으로 인해 충격을 받아 말을 잃은 상태였다. 재키는 아들과 함께 살게 되면서 훈련에 집중하며 술도 끊으려 노력한다. 하지만 데시와의 관계는 악화되고 결국 폭력적인 모습에 재키는 그와 헤어진다. 재키는 어머니에게 얹혀살게 되지만, 어머니는 재키가 과거 자신의 남자친구와 외삼촌에게 성폭행당한 사실을 방관했다며 비난한다.
재키는 훈련 파트너인 부다칸에게 의지하며 힘든 시간을 극복하려 한다. 그러나 부다칸과의 관계도 불안정해지고, 재키는 다시 한번 링에 대한 두려움에 직면한다. 격투 경기를 앞두고 매니를 돌보지 못하는 자신에게 좌절한 재키는 어머니에게 매니를 맡기려 하지만, 어머니는 오히려 재키가 좋은 엄마가 될 수 없다며 매니를 빼앗으려 한다. 결국 재키는 부다칸에게 의지하며 마지막 훈련에 매진하고 둘은 연인 관계로 발전하지만, 재키가 관계를 망설이는 사이 부다칸은 술에 취해 쓰러져 병원에 입원한다.
결국 트레이너 팝스만이 남은 상황에서, 재키는 플라이급 챔피언 루시아와 대결하게 된다. 불안감 속에서 시작된 경기에서 재키는 초반에 고전하지만, 점점 자신감을 되찾고 관중들을 사로잡는다. 치열한 접전 끝에 판정패하지만, 재키는 성공적인 복귀를 자축한다. 부다칸과 화해한 후, 재키는 어머니와도 관계를 회복하고 새 보금자리를 약속한다. 마지막 장면에서 재키가 매니의 신발 끈을 묶어주자, 매니는 처음으로 재키를 '엄마'라고 부르며 재키의 노력에 보답한다.

## 출연
- 할리 베리 - 재키 저스티스
- 대니 보이드 주니어 - 매니 저스티스
- 셔미어 앤더슨 - 이매큘레이트
- 아단 칸토 - 데시
- 실라 아팀 - 보비 베로아
- 스티븐 매킨리 헨더슨 - 팝스
- 에이드리언 레녹스 - 에인절 매퀸저스티스
- 발렌티나 솁첸코 - 루시아 차베스
- 릴라 로런 - 브래드쇼 부인
- 가비 가르시아 - 웨어울프